# Álvaro González de Galdeano
Álvaro González de Galdeano Aranzábal (nascido em 3 de janeiro de 1970) é um ex-ciclista espanhol, profissional de 1992 a 2004. Foi diretor da equipe Euskaltel-Euskadi até o ano de 2013. Competiu na prova de contrarrelógio (100 km) nos Jogos Olímpicos de Barcelona 1992. Ficou em quinto lugar.
Irmão de Igor González de Galdeano, também ciclista olímpico.